# Kim Man-il
Kim Man-il (김만일 en coreano) (1944-1947/1948) fue el segundo hijo del líder norcoreano Kim Il-sung y su primera esposa Kim Jong-suk.

## Biografía
Los registros soviéticos muestran que nació como Alexander Irsenovich Kim (Александр Ирсенович Ким en ruso) en 1944 en el pueblo ruso de Vyatskoye. Dentro de su familia, fue apodado «Shura» (Шура en ruso). Las biografías oficiales norcoreanas indican que Shura y su hermano mayor Kim Jong-il se llevaron muy bien y jugaron juntos.
La muerte de Kim Man-il está envuelta en el misterio. Fuentes norcoreanas afirman que en el verano de 1947 o 1948, Shura y su hermano estaban jugando en un estanque en la ciudad de Pionyang, cuando Shura se ahogó accidentalmente. Sin embargo, fuentes rusas indican que cayó en un pozo en Vyatskoye y se ahogó, antes de que la familia regresara a Corea del Norte. Los registros oficiales indican que Kim Jong-il estaba devastado y que nunca podría superar el trauma de perder a su hermano menor. La supuesta tumba de Kim Man-il se encuentra en Vyatskoye. En 1949, su madre, Kim Jong-suk, murió mientras daba a luz a una niña muerta.
Sin embargo, algunas fuentes surcoreanas indican que Kim Jong-il fue quien mató a su hermano menor Kim Man-il.